# Mora win
mora win（モーラウィン）は、レーベルゲートが2006年9月26日に開始したWindows Media形式の音楽配信サービス。2012年3月29日をもってサービスを終了した。

## 概要
2004年10月にWindows Media Playerのオンラインストアとして配信を開始した「MusicDrop」が前身。2006年9月に現在のサービス名に変更した。レーベルゲート社がソニーのATRAC3フォーマットで配信しているmora（モーラ）に対して、Windows Media Technologies フォーマットで配信しているのが特徴。
2008年5月時点での配信楽曲数は80万曲。レーベルゲートが運営していることから、Windows Media形式の音楽配信サイトで唯一、ソニー・ミュージックエンタテインメントも全面参加している（他の音楽配信サイトは旧BMG JAPAN系列のみ参加）。2006年9月よりビデオクリップの配信サービス「mora win video」を開始したが、2011年8月31日をもって終了した。
2012年3月29日をもって、全サービスを終了した。後の10月からmora自体がAAC-LC（MP4） 320kbpsフォーマットになり、全楽曲をDRMフリー化した。

## 利用方法
Windows Media Player 10または11、BeatJam（WMP10、11必須）がインストールされているパーソナルコンピュータであれば利用可能。モバイル環境だとWILLCOM社スマートフォンW-ZERO3シリーズおよびイー・モバイル社のスマートフォン数機種で利用可能。着うたフルとは楽曲仕様が異なるため、対モバイルには高音質ながら割安での販売価格を実現している。

## 決済方法
決済は、以下3通りの利用が可能。
- クレジットカード　VISA、MasterCard、JCB、Diners Club International
- プリペイドカード　NET CASH/mora music card、WebMoney、BitCash
- ケータイ　WILLCOM

※2008年5月より「mora」で利用できる決済方法と統一化された。

## 歴史
- 2004年10月20日-moraとは別にWindows Media方式の配信サービス「MusicDrop」開始。
- 2006年9月26日-「MusicDrop」が「morawin」にリニューアルし、同時に動画配信サービスを開始する。
- 2006年12月7日-mixiミュージックとの連携を開始。
- 2007年5月28日-Windows Media Player 11の「おすすめオンラインストア」となり、同時にJ-WAVEのインターネットラジオ「Brandnew J」との連携を開始。
- 2007年7月24日-ジャストシステムの音楽ソフト「BeatJam」が「mora win」に対応した「BeatJam 2007 /R.3」を配布開始。
- 2007年10月2日-「Type1 Music Store」としてWindows Media Player11に常駐し操作体系を一体化したサービスを開始。
- 2007年11月17日-ソフトバンクモバイルの音楽サービス「S!ミュージックコネクト」とのサイト連携を開始。
- 2007年11月22日-WILLCOMの「Advanced/W-ZERO3[es]」に対応した。
- 2007年11月26日-“Type1 Music Store”のプラグインソフトが100万ダウンロードを突破。
- 2007年12月3日-WebMoneyによる決済が可能になる。
- 2007年12月12日-「mora」及び、「morawin」が2007年の年間ダウンロード・ランキング発表する。さらにSME、ポニーキャニオン、FLMEの音源の外部機器への転送の変更およびCD-Rへの書き込みが10回まで可能になり、ほとんどの楽曲がCD-Rに書き込めるようになった。理由はSMEは不明だが、ポニーキャニオンとFLMEはiTunes Storeに楽曲配信を開始したからであろう。
- 2008年1月31日-“Type1 Music Store”内にTOKYO FMのインターネットラジオ「Magic 702」が追加された。
- 2008年5月30日-ソフトバンクモバイル社「S!ミュージックコネクト プレーヤー」向けPC音楽配信サービス「mora win[モーラ ウィン] for S!ミュージックコネクト」スタート。
- 2008年6月16日-“Type1 Music Store”のプラグインソフトが500万ダウンロードを突破。
- 2008年6月27日-音楽検索SNSサイトmidomiとのウェブサイトの連携をスタート。これによりmidomiでの楽曲検索結果ページやユーザの楽曲再生ページなどにmora winのロゴが表示され、ここをクリックすることにより素早くアクセスし、聴きたい曲を試聴しダウンロードすることが可能となった。
- 2008年7月18日-イー・モバイルのEMONSTERシリーズに最適化したサイトを公開。
- 2008年8月1日- ビットキャッシュによる決済が可能になる。
- 2009年2月16日-ソフトバンクモバイルが「S!ミュージックコネクト」のソフトウェアダウンロードを終了。サービス自体も3月31日に終了。
- 2009年12月10日 - mixiミュージック廃止に伴い、連携サービスを終了。
- 2011年8月31日 - mora win videoの終了。[1]
- 2012年2月29日 - mora winサービス終了を発表。[2]
- 2012年3月29日 - mora winサービスの終了。[3]

## その他
Windows Media Player 11での利用の場合、プラグインソフトをインストールすることにより、検索性能などを向上させることが出来る。Windows 7標準のWindows Media Player 12の方は2010年4月に対応。